# Адамс (город, Миннесота)
Адамс (англ. Adams) — город в округе Моуэр, штат Миннесота, США. На площади 2,6 км² (2,6 км² — суша — суша, водоёмов нет), согласно переписи 2002 года, проживают 800 человек. Плотность населения составляет 305,6 чел./км². 
- Телефонный код города — 507
- Почтовый индекс — 55909
- FIPS-код города — 27-00190[1]
- GNIS-идентификатор — 0639202[2]